# Lachapelle-sous-Aubenas

Lachapelle-sous-Aubenas este o comună în departamentul Ardèche din sud-estul Franței. În 1 ianuarie 2022 avea o populație de 1.840 de locuitori.